# 布施屋站
布施屋站（日语：／ Hoshiya eki */?）是位於和歌山縣和歌山市布施屋621番2號，西日本旅客鐵道（JR西日本）的和歌山線車站。

## 歷史
- 1899年（明治32年）
  - 5月3日 - 紀和鐵道（日语：紀和鉄道）船戶站至田井之瀨站之間開設臨時停車場[1]。
  - 10月1日 - 升級至車站[1]。
- 1904年（明治37年）12月9日 - 南和鐵道路線由關西鐵道繼承，成為關西鐵道車站[1]。
- 1907年（明治40年）10月1日 - 關西鐵道被國有化（日语：鉄道国有法），成為帝國鐵道廳車站[1]。
- 1909年（明治42年）10月12日 - 制定路線名稱，成為和歌山線車站[1]。
- 1984年（昭和59年）10月20日 - 成為無人車站。
- 1987年（昭和62年）4月1日 - 伴隨國鐵分割民營化，車站由西日本旅客鐵道（JR西日本）營運[1][2]。
- 2020年（令和2年）
  - 3月14日 - 車站開始可以使用IC卡「ICOCA」[3]。
  - 8月 - 舊車站大樓被拆毀。

## 車站構造
車站是一座地面車站，設有2面2線的相對式月台。車站大樓位於下行月台側。兩月台之間設有露天跨線橋連接。
此站是由和歌山站管理的無人車站。此站設有自動售票機。在2020年6月9日起，此站只有候車室。從前設有廁所，現已撒走。
曾經此站設有2面3線的單式、島式月台，現時島式月台外邊的路軌已經撒走，並加設了柵欄。車站靠近王寺一方和和歌山一方均設置了安全側線。

### 月台
| 月台 | 路線     | 上下行 | 方向           |
| ---- | -------- | ------ | -------------- |
| 1    | 和歌山線 | 下行   | 和歌山方向     |
| 2    | 和歌山線 | 上行   | 粉河、橋本方向 |

※已經撤走的1線沒有編排月台編號。

## 使用狀況
以下為1日平均乘車人次：
| 年度   | 1日平均 乘車人次 |
| ------ | ---------------- |
| 1998年 | 435              |
| 1999年 | 439              |
| 2000年 | 411              |
| 2001年 | 408              |
| 2002年 | 363              |
| 2003年 | 357              |
| 2004年 | 334              |
| 2005年 | 329              |
| 2006年 | 333              |
| 2007年 | 340              |
| 2008年 | 346              |
| 2009年 | 335              |
| 2010年 | 335              |
| 2011年 | 337              |
| 2012年 | 349              |
| 2013年 | 350              |
| 2014年 | 338              |
| 2015年 | 351              |
| 2016年 | 358              |
| 2017年 | 364              |
| 2018年 | 361              |

## 車站周邊
車站附近較多農田，也有一些公寓大樓。
- 和歌山市立高積中學（日语：和歌山市立高積中学校）
- JR貨物和歌山線外貨運站（日语：和歌山オフレールステーション）

## 巴士路線
和歌山市需求型合乘的士 和佐地區
- 禰宜自治會館系統（布施屋站～禰宜自治會館）
- 下和佐自治會館系統（布施屋站～下和佐自治會館）

上記各路線設有4往返班次。

## 相鄰車站
西日本旅客鐵道（JR西日本）
 和歌山線
■快速
通過
■普通
紀伊小倉－布施屋－千旦

## 注腳
1. 1 2 3 4 5 6 7  曾根悟（監修）. 朝日新聞出版分冊百科編集部（編集） , 编. . 週刊朝日百科. 42号 阪和線・和歌山線・桜井線・湖西線・関西空港線. 朝日新聞出版. 2010-05-16: 20–21 （日语）.
2. ↑  『交通年鑑 昭和63年版』 交通協力會，1988年3月。
3. ↑   (PDF) (新闻稿). 西日本旅客鉄道和歌山支社. 2019-12-13  [2021-01-08]. （原始内容 (PDF)存档于2021-01-04） （日语）.
4. ↑  《和歌山縣統計年鑑》和《和歌山縣公共交通機關等資料集》

## 外部連結
- 布施屋｜車站資訊：JR出門網 - 西日本旅客鐵道（日語）